# Oldřich Seiml
Oldřich Seiml (27. října 1927, České Budějovice – 23. října 1978, Ostrava) byl český hokejový útočník a trenér.

## Hráčská kariéra
Reprezentoval Československo na mistrovství světa 1953. V reprezentačním dresu odehrál celkem 4 zápasy a vstřelil 1 gól. V lize hrál za TJ VŽKG Ostrava  a ATK Praha.